# Aroldo Bellini
Aroldo Bellini (Perugia, 8 febbraio 1902 – Roma, 14 ottobre 1984) è stato uno scultore italiano.

## Biografia
Aroldo nacque a Perugia in Corso Cavour al civico 31, figlio del locandiere Alberto e di Caterini Giuseppa.
Appena diciottenne, Bellini vince il premio Cincinnati Baruzzi di Bologna con la statua La vedova. Si forma presso l'Accademia di Belle Arti di Perugia, dove si diploma nel 1924. 

Nel 1925 realizza la Madonna per la Cattedrale di Perugia. Si laurea in Architettura nel 1927 all'Università di Perugia.
Si trasferisce a Roma nel 1932, quando gli vengono commissionate le prime sculture per lo "Stadio dei Marmi" al Foro Italico. 

Nonostante la forte attenzione che in questo incarico l’artista pone nella resa sintetica del movimento e dell’azione, non manca l’attenzione al dettaglio naturalistico dei volti, delle capigliature, degli atteggiamenti e delle pose.
Fino al 1936 Bellini lavorerà esclusivamente per il grande cantiere romano : sono sue dieci delle sessantaquattro statue in marmo di atleti, poste a coronamento dello stadio.

Esegue inoltre le statue in bronzo, ai lati della tribuna d’onore, che raffigurano due coppie di atleti che si sfidano nella Lotta libera e nella Lotta greco-romana. Altre due statue invece si trovano all’interno di grandi nicchie ricavate alla base della rampa di accesso alla pista: le due sculture ritraggono un atleta con il giavellotto ed un giovane arciere. 

Altre tre sculture decorano la piscina del complesso.
Nel 1936 riceve l'incarico di realizzare una gigantesca statua di Mussolini, in bronzo e alta 36 metri, ma il progetto non avrà alcun esito
Nel 1939 partecipa alla III Quadriennale di Roma con Nuotatore alla partenza in bronzo e con Buona terra in gesso.
Anche nella sua produzione per tutti gli anni Trenta e Quaranta del Novecento, non di carattere monumentale o celebrativo, le numerose figure solenni e ieratiche di donne in diversi atteggiamenti sono definite da poche linee eleganti, sintetiche e aggraziate.
Sono corpi di giovani madri, di vedove, di fanciulle e bambine che celano una riscoperta dell’antico nella resa dei volumi puri e pieni, lontani dal carattere decorativo e ricchi di una spiccata attenzione nei confronti del sentimento vitale e quotidiano, che esprime intimità e delicatezza.
Proprio per essere stato uno scultore prettamente fascista, identificatosi con commissioni strettamente legate al regime, Aroldo Bellini nel dopoguerra è stato quasi completamente dimenticato, se non fosse per le sue preziose statue di atleti dello Stadio dei Marmi.
Per il resto della sua vita, fino agli anni Settanta, si dedicherà all’insegnamento presso un Liceo Artistico.
Nel 1957 è incaricato del bronzo per il monumento dedicato al presidente del Cile, Alessandri Palma.
Negli stessi anni per la chiesa di San Francesco d'Assisi a Cagliari esegue in marmo le statue di Santa Chiara, di San Bonaventura e gli Angeli del tabernacolo ed i bronzi del Crocifisso, del San Francesco e le stazioni della Via Crucis.
Nel 1960 viene eletto all'Accademia di San Luca in qualità di Accademico corrispondente italiano e di Accademico nazionale nel 1965.
L'artista muore a Roma nel 1984.

## Galleria d'immagini

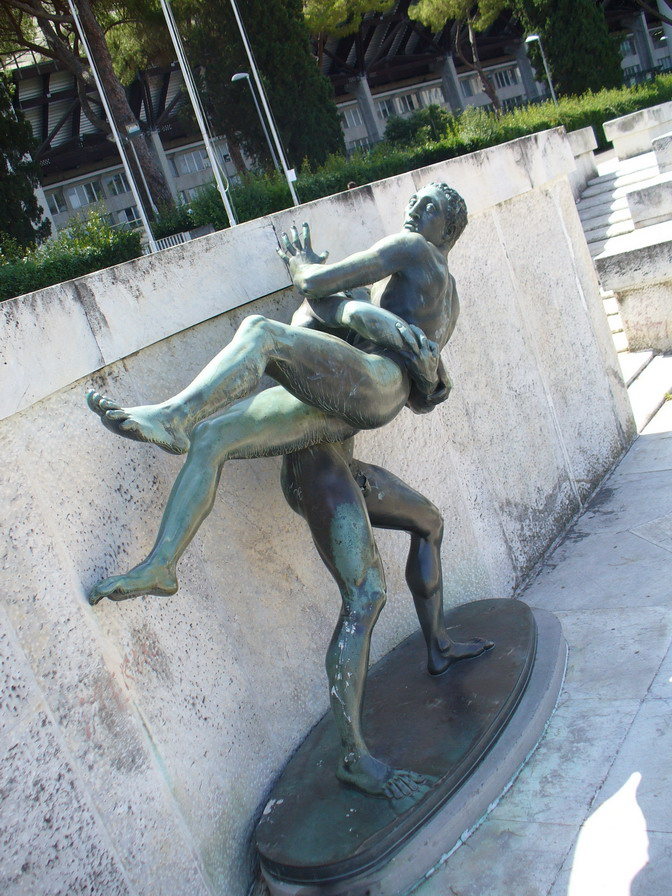
Lotta greco-romana bronzo, 1932 Roma
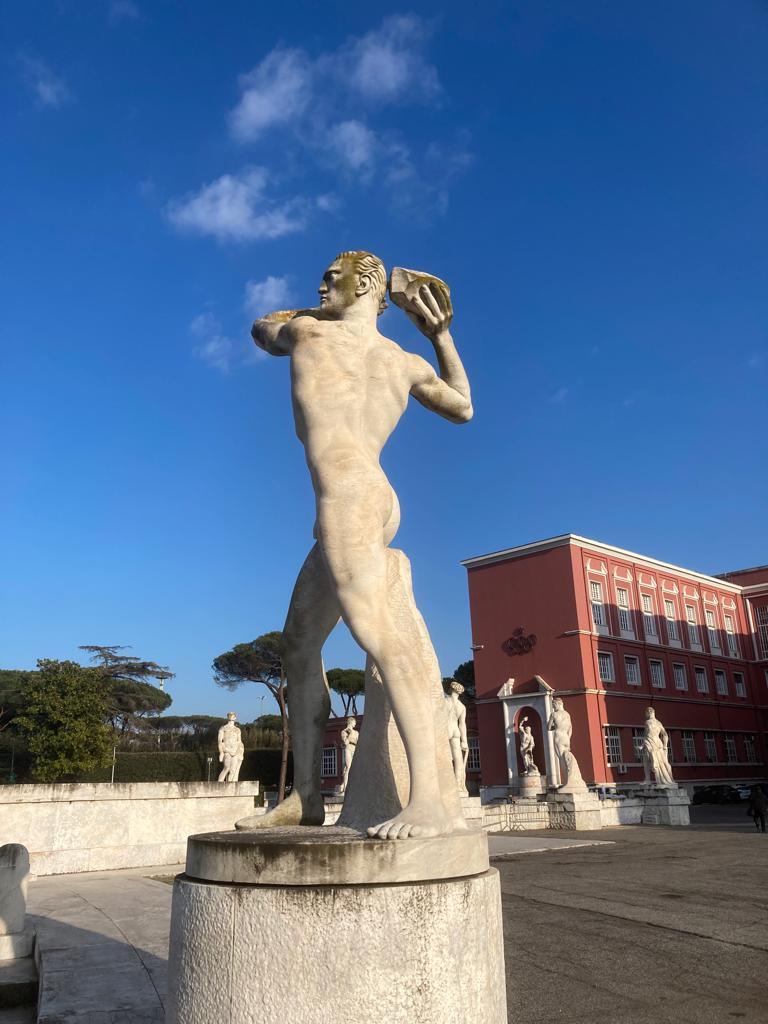
Lanciatore di pietra marmo, 1932-1933 Roma
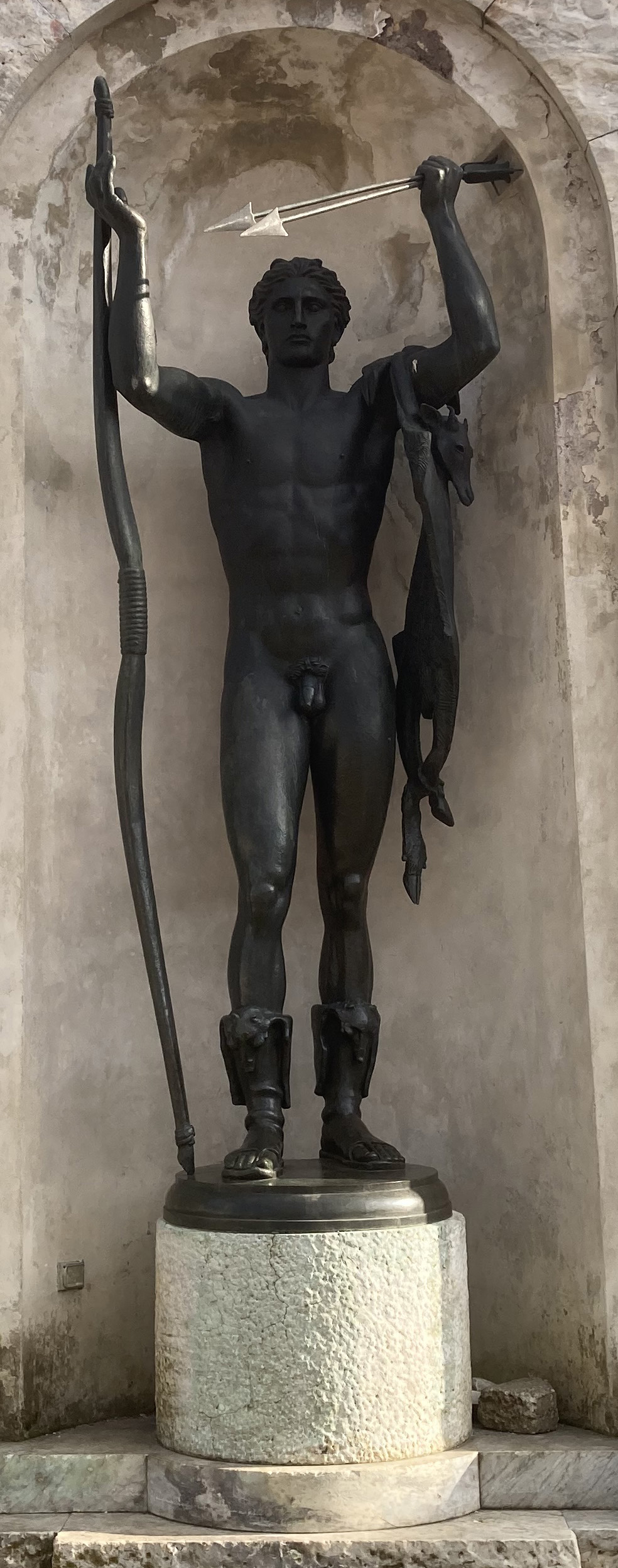
Giovane arciere bronzo, 1933 Roma
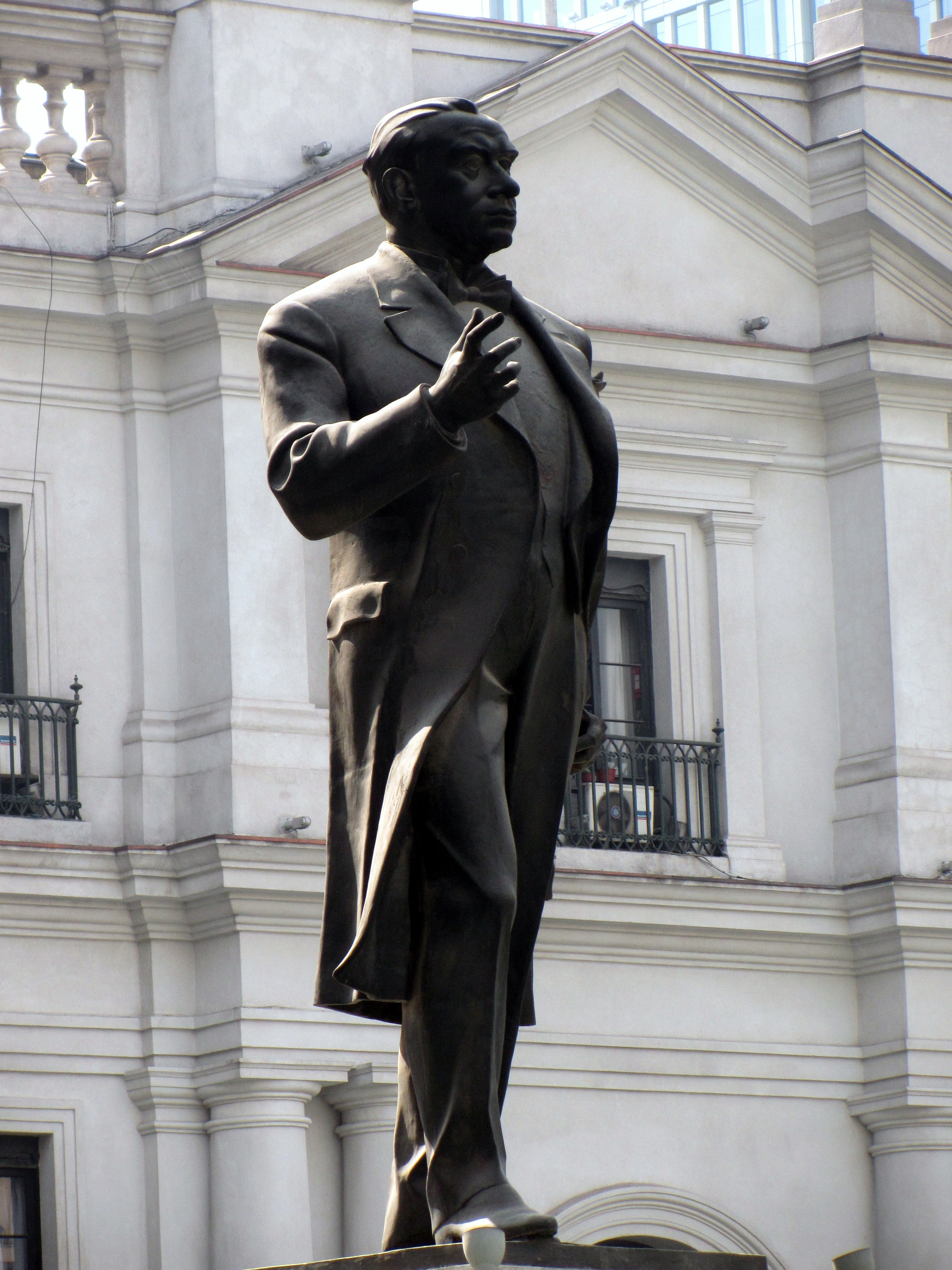
Arturo Alessandri Palma bronzo, 1958 Santiago del Cile